# Petter Eneroth
Petter Eneroth, född 5 maj 1741 i Uppsala, död 11 oktober 1809 på Kevinge gård i Danderyd, var en svensk silver- och guldsmed.

## Biografi
Eneroths föräldrar var stads- och akademibyggmästaren Olof Eneroth och Margaretha Pehrsdotter. Han gifte sig den 27 oktober 1771 i Hovförsamlingen, Stockholm med Agneta Svan (1731-1777) och efter hennes bortgång gifte han om sig den 24 maj 1781 med Hedvig Neijbert (1763-1818). Hans bror var hovpredikanten Olof Eneroth..
Eneroths ungdomstid är inte känd, förmodligen gick han i lära under sex år från 1755 i någon Uppsalaverkstad, troligen hos Carl Lemon, för att sedan ge sig ut på gesällvandring i utlandet. Han började 1768 som gesäll hos guldsmeden Jonas Thomasson Ronander i Jakobs församling i Stockholm och gifte sig med en släkting till denne. Eneroth utnämndes till mästare den 23 december 1771 och erhöll burskap i Stockholm den 28 januari 1772.
Hans mästerstycke, en kaffekanna, saknar motstycke i svenskt silversmide när det gäller komposition och utförande. Ritningen finns ej kvar men det bevarade mästerstycket, som finns i den Hultmarkska samlingen, visar att Eneroth hade en förmåga långt över genomsnittet. Kannan ansluter till sedvanlig rokokoform, men djurhuvudspipen uppvisar en unik form. Idén fick Eneroth sannolikt från en teckning av Francois Boucher, som finns i Nationalmuseum. Ämbetsprotokollet förklarade att stycket var ”väl och försvarligt gjort”, ett betyg som ämbetet inte slösade med.
Eneroth blev en framgångsrik borgare och hantverkare, han utnämndes till kapten vid Borgerskapets infanteri, hans verkstad blomstrade och förmögenheten växte. Han hade en relativt stor verkstad med ett par gesäller, ibland fyra och emellanåt upp till sex lärlingar. Eneroths verksamhet var omkring 1790 Sveriges näst största efter Pehr Zethelius. Eneroth var under lång tid även en av landets skickligaste guldsmeder. Hans offentliga arbeten finns bland annat bevarade hos Nationalmuseum, Nordiska museet, Gustav V:s stiftelse, Hallwylska museet, Tystberga kyrka och Ödeshögs kyrka.
Eneroth arbetade under hela 1770-talet i rokokostilen och inriktade sig på gott hantverksarbete i nivå med den tidens bättre guldsmedsproduktion. Omkring 1780 skedde en omsvängning till gustaviansk klassicism. Efter Pehr Zethelius hörde Eneroth till dem som först och mest intensivt började arbeta med denna stil.
När Eneroth sade upp sitt burskap den 1 juni 1808, hade han slutat sitt arbete och var tillräckligt förmögen för att trygga sin ålderdom. Förutom huset på Västerlånggatan 45, där han bodde, ägde han Västerlånggatan 78 samt hälften av huset vid Västerlånggatan 10. Dessutom ägde han sedan 1791 Kevinge gård, belägen vid Edsvikens strand i Danderyds socken, där han låtit uppföra den nuvarande huvudbyggnaden.